# Catherine Clarke Fenselau
Catherine Clarke Fenselau (15 de abril de 1939) es una científica estadounidense que fue la primera espectrometrista de masas capacitada en una facultad de medicina estadounidense y se unió a la Escuela de Medicina Johns Hopkins en 1968. Se especializó en aplicaciones biomédicas de espectrometría de masas. Ha sido reconocida como una científica destacada en el campo de la química bioanalítica debido a su trabajo utilizando la espectrometría de masas para estudiar biomoléculas.

## Biografía
Catherine Lee Clarke nació el 15 de abril de 1939, en York, Nebraska. Se graduó de Bryn Mawr College en 1961 con una licenciatura en química. 
Recibió un Ph.D. en química orgánica en 1965 de la Universidad de Stanford, trabajando con Carl Djerassi. Como campo, en ese momento la espectrometría de masas orgánica era nueva y tenía un impacto potencial para la industria farmacéutica. El espectrómetro de masas era una nueva herramienta para examinar las estructuras de pequeñas moléculas botánicas. El laboratorio de Djerassi examinó la ionización electrónica de moléculas, estudiando mecanismos básicos como la fragmentación y la transferencia de hidrógeno. Para su investigación de tesis, Catherine hizo una serie de análogos marcados con deuterio de aminas, alcoholes, ésteres y amidas.
En 1965 y 1966 estuvo en puestos posdoctorales, estudiando con una beca de la American Association of University Women de la Universidad de California, Berkeley, con Melvin Calvin. En 1967 trabajó en el Laboratorio de Ciencias Espaciales de la NASA con Melvin Calvin y A. L. Burlingame. El laboratorio de Calvin estaba desarrollando métodos para ser utilizados en el análisis de muestras de rocas lunares. Ella describió una técnica de análisis para preparar muestras de lípidos de rocas lunares, antes de que las muestras lunares reales estuvieran disponibles para la prueba.
Se casó, primero, con Allan H. Fenselau, con quien tuvo dos hijos, Thomas y Andrew y, posteriormente, con Robert J. Cotter.

## Johns Hopkins School of Medicine
Clarke fue la primera espectroscopista de masas capacitada en unirse a una facultad de medicina cuando se unió al laboratorio de espectrometría de masas en el Departamento de Farmacología de la Universidad Johns Hopkins en 1968. Cuando llegó, Johns Hopkins no tenía un espectrómetro de masas. Fenselau hizo su investigación inicial conduciendo a los laboratorios de los Institutos Nacionales de Salud (NIH) para usar sus instrumentos. Paul Talalay, presidente de Farmacología, y Albert L. Lehninger, presidente de Química Biológica, presentaron propuestas de financiación para un espectrómetro de masas de última generación. Tuvieron éxito en la obtención de fondos de la National Science Foundation (NSF) para un espectrómetro de masas de doble enfoque CEC 21-110 para el uso de Clarke.
Clarke recibió un mandato amplio para realizar su trabajo: "Cuando fui a Hopkins, varias personas en el departamento entendieron que necesitábamos un instrumento de espectrometría de masas, particularmente para el análisis de esteroides. También me animaron a encontrar otros usos para la espectrometría de masas en biología, bioquímica e investigación en biomedicina. La descripción de mi trabajo era explotar la espectrometría de masas en apoyo de la bioquímica y la investigación biomédica. Eso fue excelente, por supuesto, como una descripción del trabajo".
Ha realizado un trabajo considerable en el área del cáncer y los tratamientos contra el cáncer, estudiando medicamentos como la ciclofosfamida. Con el oncólogo OM Colvin, identificó el metabolito activo de la ciclofosfamida y publicó la primera cuantificación del fármaco y sus metabolitos en la orina y la sangre de los pacientes. Lideró el desarrollo de métodos sintéticos y analíticos para glucurónidos, y estudió las reacciones de los glucurónidos unidos a acilo con Martin Stogniew, trabajo que ha sido importante para comprender la enfermedad hepática derivada de fármacos.

## Universidad de Maryland
Aunque Catherine y su segundo esposo Robert Cotter trabajaron en espectrometría de masas en Johns Hopkins, optaron por desarrollar carreras independientes en lugar de un laboratorio conjunto. "Sentimos que podríamos hacer el doble de contribuciones a la ciencia si tuviéramos dos laboratorios separados y evolucionáramos de nuestra propia manera que reflejara nuestras propias habilidades y nuestras propias instituciones".
En 1987 se mudó a la Universidad de Maryland, Condado de Baltimore (UMBC) para convertirse en presidenta del Departamento de Química y Bioquímica. Ella eligió la universidad en parte porque quería mayores oportunidades para enseñar. En UMBC, fue uno de los primeros miembros de la facultad involucrados en el Programa de Becas Meyerhoff, una iniciativa del presidente de UBMC, Freeman Hrabowski, para atraer minorías para ser investigadores de pregrado.
Allí, los fondos del NIH, el NSF y otros permitieron a Clarke establecer un laboratorio de espectrometría de masas de última generación, el Centro de Bioquímica Estructural (SBC). El equipo incluía un espectrómetro de masas en tándem de cuatro sectores JEOL HX110 / 110, un espectrómetro de masas cuadrupolo Hewlett-Packard con haz de partículas y fuentes de iones de electropulverización Vestec, y espectrómetros de 500 y 600 RMN MHz. Las áreas de investigación estudiadas en el laboratorio incluyeron estructura de biopolímeros, termoquímica de iones, entropías de unión a protones, conjugación de glucurónido y glutatión, y posibles mecanismos para tratar la resistencia a los medicamentos.
En junio de 1987, Clarke supervisó la instalación de un espectrómetro de masas de transformada Fourier HighResMALDI en su laboratorio. El espectrómetro de masas de Fourier utilizó un fuerte campo eléctrico para atrapar y excitar iones y medir las señales eléctricas resultantes. Nombrada Presidenta del Departamento de Química de la Universidad de Maryland, College Park en 1998, Fenselau supervisó el desmontaje, el transporte y el reensamblaje del complejo instrumento, trasladándolo con seguridad a su nuevo laboratorio. Con él, ha estudiado la química de los iones gaseosos, las reacciones químicas de los medicamentos con proteínas y la modificación postraduccional en la biosíntesis de proteínas.  
En 2005, ejerció como Decana interina de la Facultad de Estudios de Posgrado y Vicepresidenta Asociada de Investigación en el Departamento de Química y Bioquímica. Fue presidenta de la Sociedad Estadounidense de Espectrometría de Masas (ASMS), presidenta fundadora de US-HUPO (Organización del Proteoma Humano) y vicepresidenta senior de HUPO internacional.
Fue la editora fundadora de Biomedical Mass Spectrometry (actualmente Journal of Mass Spectrometry) y editora asociada de Analytical Chemistry. Ha publicado más de 350 artículos revisados por pares. 
Continúa enseñando en la Universidad de Maryland College Park. Más de 150 becarios posdoctorales, estudiantes de posgrado y estudiantes de pregrado han recibido capacitación en sus laboratorios en Johns Hopkins Med School, UMBC y en la University de Maryland College Park.

## Premios
Ha recibido varios premios importantes, incluidos los siguientes.
- Medalla Garvan, 1985 como mujer distinguida en química.[11]
- Químico del año de Maryland, American Chemical Society, 1989.[12]
- Premio MERIT de los Institutos Nacionales de Salud, 1991-2001.[4]
- Premio Field & Franklin por contribuciones en espectrometría de masas, American Chemical Society (ACS), 2008.[13]
- Medalla Thomson, Fundación Internacional de Espectrometría de Masas, 2009.[14]
- Premio Ralph N. Adams en Química Bioanalítica, 2010.[5]
- Premio a la Contribución Distinguida, Sociedad Americana de Espectrometría de Masas, 2012.[15]

## Otras lecturas
- Shearer, Benjamin; Shearer, Barbara, eds. (1997). Notable women in the physical sciences : a biographical dictionary (1. publ. edición). Westport, Conn. [u.a.]: Greenwood Press. ISBN 978-0313293030. OCLC 433367323.
- Nier, Keith (2015). The encyclopedia of mass spectrometry. Vol. 9, Historical perspectives. Part B, Notable people in mass spectrometry. Amsterdam: Elsevier. ISBN 9780080913254. OCLC 944223289.

- Datos: Q15987128